# Vytfutia
Vytfutia is een geslacht van spinnen uit de  familie van de Phyxelididae.

## Soorten
- Vytfutia bedel Deeleman-Reinhold, 1986
- Vytfutia pallens Deeleman-Reinhold, 1989